# 2017 Emirates Cup

Emirates Cup 2017 este unul dintre cele mai importante turnee de pregătire din pre-sezonul Premier League. Ediția din acest an a avut loc din nou pe Emirates Stadium, arena londoneză a echipei Arsenal, gazda turneului.
Aceasta a fost cea de-a noua ediție a competiției, cu patru echipe concurente. Acestea au fost : Arsenal (G) din Premier League, Sevilla din La Liga, Benfica din Primeira Liga și RB Leipzig din Bundesliga. 
Meciurile s-au disputat pe 29 și 30 iulie 2017.
Sistemul de punctare este: 3 puncte pentru o victorie, 1 punct pentru egal și 0 pentru înfrângere ,acesta va fi completat cu un punct pentru fiecare gol marcat. Arsenal este campioana en-titre, după ce a câștigat ediția din 2015.
Concursul nu a avut loc în 2016 datorită desfășurării în acea perioadă a UEFA Euro 2016.

## Clasament
| Loc | Echipa     | M | V | E | Î | GM | GP | Glv. | P |
| --- | ---------- | - | - | - | - | -- | -- | ---- | - |
| 1   | Arsenal    | 2 | 1 | 0 | 1 | 6  | 4  | +2   | 9 |
| 2   | Sevilla    | 2 | 2 | 0 | 0 | 3  | 1  | +2   | 9 |
| 3   | RB Leipzig | 2 | 1 | 0 | 1 | 2  | 1  | +1   | 5 |
| 4   | Benfica    | 2 | 0 | 0 | 2 | 2  | 7  | -5   | 2 |

## Meciuri
| RB Leipzig | 0–1    | Sevilla               |
| ---------- | ------ | --------------------- |
|            | Raport | Ben Yedder 35' (pen.) |

| Arsenal                                                | 5–2    | Benfica              |
| ------------------------------------------------------ | ------ | -------------------- |
| Walcott 25', 33' López 52' (o.g.) Giroud 64' Iwobi 71' | Raport | Cervi 12' Salvio 40' |

| RB Leipzig                  | 2–0    | Benfica |
| --------------------------- | ------ | ------- |
| Halstenberg 19' Compper 53' | Raport |         |

| Arsenal       | 1–2    | Sevilla                |
| ------------- | ------ | ---------------------- |
| Lacazette 62' | Raport | Correa 49' N'Zonzi 69' |

## Link-uri externe
- Arsenal